# Viktor Fischer (investor)
Viktor Fischer je český investiční partner ve společnosti Rockaway Capital, kde zastává pozici vedoucího blockchainové divize RockawayX, dříve známé jako Rockaway Blockchain Fund. Jeho hlavní činností je podpora a rozvoj blockchainových startupů, přičemž se podílí na investicích do významných fondů, včetně investičního fondu Andreessen Horowitz.

## Podnikatelské aktivity
Před svým angažmá v Rockaway působil Fischer ve společnosti McKinsey & Company, kde se specializoval na korporátní finance a fúze a akvizice. Během jedenáctiletého pobytu ve Francii spoluzaložil startup Innovatrics, zaměřený na biometrickou identifikaci. Tento startup získal řadu ocenění a byl uznán v žebříčku Deloitte Top 50 za impozantní růst ve výši 344 %.
Jeho práce a odborné znalosti v oblasti startupů a blockchainu hrají klíčovou roli ve vývoji a strategii RockawayX. Tato divize se primárně zaměřuje na investice do projektů v raných fázích vývoje, které jsou součástí ekosystémů Solana, Cosmos nebo Ethereum. Mezi projekty v jeho investičním portfoliu patří například Solana, Agoric, 1Inch Network, Uniswap, Vega, SushiSwap, Cosmos, Unstoppable Finance, Compound, Axelar a DeepNFT Value.
Fischerův profesní životopis také obsahuje výuku projektového managementu na Univerzitě Paříž XI a mentorování v rámci podnikatelských akcelerátorů, jako jsou StartupYard a Wayra v Praze a The Spot na Slovensku. Kromě toho je Fischer investorem do několika technologických startupů a vlastníkem pražského klubu Le Valmont.